# Lars Magnus Ericsson
Lars Magnus Ericsson (5. maj 1846 i Värmskog, Värmland – 17. december 1926 på Hågelbygård, Botkyrka) var en svensk opfinder og grundlægger af telefonproducenten Ericsson, der oprindeligt hed LM Ericsson.
Ericsson var født i Värmskog i Värmland og voksede op i landsbyen Vegerbol mellem Karlstad og Arvika. Som 12-årig mistede han sin far og blev minearbejder. Efter at have tjent tilstrækkeligt til at få råd til at flytte til Stockholm i 1867, fik han arbejde hos en instrumentmager, Öllers & Co., som hovedsageligt fremstillede telegrafudstyr. På grund af sine evner modtog han to statslige stipendier, som han brugte til at studere instrumentfremstilling i udlandet mellem 1872 og 1875. Her arbejdede han bl.a. hos Siemens & Halske.
Efter at være vendt tilbage til Sverige i 1876 grundlagde han et lille mekanikværksted sammen med vennen Carl Johan Andersson, der også tidligere arbejdede hos Öllers & Co. Værkstedet var indrettet i et tidligere køkken i en ejendom på Drottninggatan 15 i det centrale Stockholm. I starten produceredes matematiske og fysiske instrumenter, men snart begyndte man at lave sin egen variant af telefonen. Det var dog først efter at Henrik Tore Cedergren, grundlæggeren Stockholms allmänna telefonaktiebolag, kom ind i selskabet i 1883 voksede det efterhånden til den Ericsson-koncern, vi kender i dag. 
I 1900 gik Lars Magnus Ericsson på pension. Han beholdte sine aktier frem til 1905, og solgte derefter dem alle. Det blev telefonen, der blev Ericssons store succes – selv om han fra starten ikke troede, den havde potentiale til at blive andet end et legetøj forbeholdt overklassen. Som pensionist slog Ericsson sig ned som landmand på Albygård i Botkyrka kommun. I dag er stedet ombygget til kulturhuset Subtopia. Ericsson etablerede også Hågelbygård, der i dag er en stor oplevelsespark. Lars Magnus Ericsson er begravet på Botkyrka kirkegård, der ligger syd for Stockholm. Graven er efter hans ønske ikke besat med en gravsten.
Han var morfar til den kendte biskop Bo Giertz.